# Staré Zámky
Staré Zámky jsou historické hradiště ležící v jižní části Moravského krasu v katastru dnešní městské části Brno-Líšeň, asi 1,5 km severovýchodně od středu obce. Lokalita, chráněná jako archeologická památková rezervace, se nachází na skalní ostrožně obtékané potokem Říčkou. Osídlení areálu se datuje od konce neolitu až do začátku 11. století. V období svého největšího rozkvětu – v době velkomoravské – se hradisko vzhledem ke své strategické poloze na spojnici centrální oblasti říše s železářskými hutěmi v Moravském krasu stalo jedním z významných center státu, a lze ho tedy považovat za přímého předchůdce města Brna.

## Popis stanoviště

Terénní mapa okolí Starých Zámků, zobrazující rozsah opevnění
1 – centrální část hradiska
2 – první předhradí
3 – vnější val na okraji dnešního lesa Haleglétňa

Lokalita se nachází v jižní části Moravského krasu na slepencové skalní ostrožně, v nejvyšší části na severozápadě území dosahující nadmořské výšky kolem 325 m. Ostrožna protáhlá ve směru severozápad–jihovýchod se v okrajových částech prudce svažuje do údolí potoka Říčky, který vyvýšeninu obtéká ze severovýchodu, jihovýchodu a jihozápadu. Výškový rozdíl mezi vrcholovou plošinou a hladinou Říčky činí zhruba 60 metrů.
Území o celkové rozloze asi 13 ha je rozděleno do dvou částí. Na samotné ostrožně ve tvaru trojúhelníku o stranách 230 m, 425 m a 450 m se nachází centrální část hradiska o rozloze kolem 4,5 ha, která byla opevněna po celém obvodu (s výjimkou brány v severovýchodní části, sloužící patrně pro přístup k Říčce jakožto zdroji užitkové vody). Severozápadně od ostrožny pak leží předhradí, oddělené od vlastního hradiska přepažujícím opevněním v nejužším místě šíje, další val se nachází asi 150 m směrem na severozápad; ani jeden však vzhledem k zemědělskému využívání území není dnes v terénu znatelný. Dobře patrný naopak zůstává asi 320 metrů dlouhý úsek vnějšího valu na jihovýchodním okraji lesa Haleglétňa, převyšující okolní terén o 2–2,5 m, k němuž z vnější strany přiléhá příkop zahloubený oproti okolnímu terénu asi o 2 metry. Zbytek valu se v podobě mírné terénní vlny táhne dále jihozápadním směrem až k líšeňskému hřbitovu.

## Archeologický výzkum

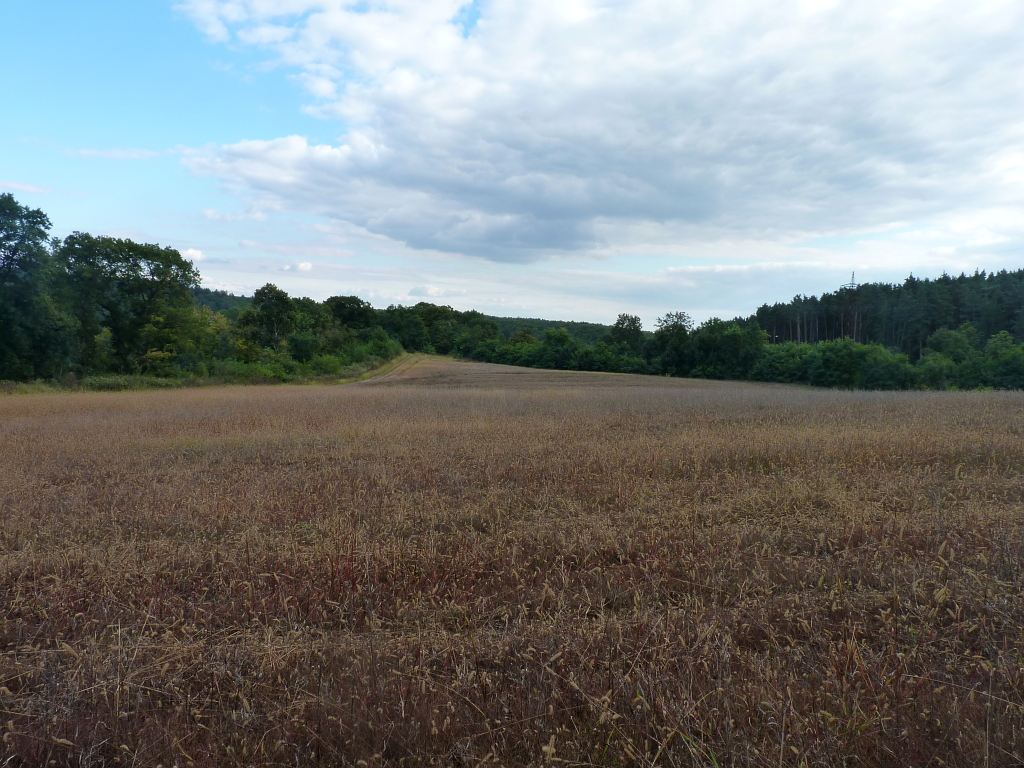
Celkový pohled na území Starých Zámků v současnosti

První nálezy, pocházející ze 40. let 19. století, byly získané zemědělskou činností po vymýcení lesa, který zde do té doby rostl. Tyto shromažďoval ve svých sbírkách a v roce 1875 poprvé zveřejnil hrabě Belcredi, tehdejší vlastník pozemku. První archeologický výzkum na této lokalitě prováděl v 80. letech 19. století Jan Knies, v letech 1890–1891 Martin Kříž, později také významný moravský archeolog Innocenc Ladislav Červinka. Systematické plošné výzkumy v letech 1948–1965 vedené Josefem Poulíkem, Annou Medunovou a Čeňkem Staňou z Archeologického ústavu Československé akademie věd prokázaly osídlení oblasti od konce mladší doby kamenné až do začátku 11. století. V první fázi byl zkoumán prostor předhradí a šíje, která ho spojovala s centrální částí hradiska, od roku 1953 pak byla postupně odkrývána i vnitřní část. V roce 1966 byla lokalita pod názvem Staré Zámky u Líšně prohlášena za státní archeologickou rezervaci, od roku 1989 je archeologickou památkovou rezervací.

## Historie osídlení
Nejstarší osídlení skalní ostrožny, na níž se hradisko nacházelo, se na základě ojedinělých nálezů příslušejících kultuře s moravskou malovanou keramikou datuje do období pozdního neolitu až raného eneolitu (5. až 4. tisíciletí př. n. l.). V průběhu eneolitu se zde usadil lid kultury nálevkovitých pohárů a později lid kultury s kanelovanou keramikou. O intenzivním osídlení v této době svědčí základy hustě zastavěného sídliště, obehnaného obranným valem a příkopem, jakož i nálezy měděných předmětů, mramorových korálků nebo kostěných pásových zápon. K opětovnému osídlení došlo ještě několikrát v době bronzové (podolská fáze středodunajské kultury popelnicových polí), laténské a začátkem stěhování národů.
Největšího rozkvětu se Staré Zámky dočkaly během slovanského osídlení ve střední a mladší době hradištní během velkomoravského období. Už od 8. století vznikal kolem osady hlinitý val s dřevěnou palisádou. Počátkem 9. století bylo vybudováno mohutné opevnění, velmožský dvorec s asi 10 m vysokou dřevěnou strážní věží, srubové stavby a patrně i kostel. Prostor předhradí byl v této době využíván k pohřebním účelům. Hradisko se v této době stalo jedním z důležitých center říše, které si svůj význam udrželo ještě desítky let po jejím pádu.
Koncem velkomoravského období stihl hradisko ničivý požár, který významně poškodil opevnění i velmožský dvorec. Hroty šípů pocházející z této doby svědčí o násilném vpádu nepřátelských vojsk. Opevnění však bylo v menším rozsahu obnoveno a hradisko fungovalo až do konce 10. století.